# Kura, Korpo
För andra betydelser, se Kura (olika betydelser).
Kura är en ö i Finland. Den ligger i Skärgårdshavet och i kommunen Pargas i den ekonomiska regionen  Åboland i landskapet Egentliga Finland, i den sydvästra delen av landet. Ön ligger omkring 41 kilometer väster om Åbo och omkring 190 kilometer väster om Helsingfors.
Öns area är 24,3 hektar och dess största längd är 0,9 kilometer i öst-västlig riktning. Ön höjer sig omkring 20 meter över havsytan.